# Carnarvon-Nationalpark
Der Carnarvon-Nationalpark ist ein 2980 km² großer Nationalpark im australischen Bundesstaat Queensland, 460 km südwestlich von Rockhampton.
Der Park besteht aus sieben Teilen:
| - Goodliffe - Salvator Rosa - Ka Ka Mundi - Buckland Tableland | - Mount Moffatt - Carnarvon Gorge - Moolayember |

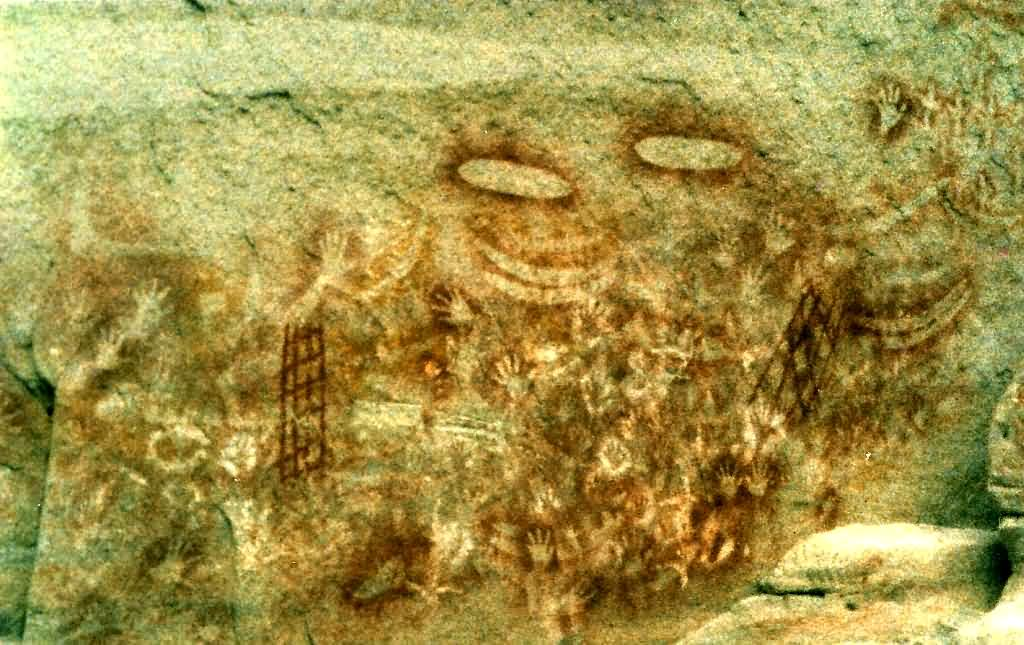
Felsmalereien der Aborigines in der Carnarvon-Schlucht

Bekanntester und am leichtesten zugänglicher Teil des Parks ist die Carnarvon-Schlucht, die der Carnarvon Creek im Laufe von Jahrmillionen in ein weiches Sandsteinplateau gegraben und dabei eine vielfältige Canyonlandschaft gebildet hat. Der Hauptcanyon ist weitläufig und vor allem mit Palmen bewachsen. In manchen Seitenarmen des Canyons, die nur wenige Meter breit sind, wachsen Moose und Farne, andere sind völlig kahl und trocken. Die Schlucht bietet u. a. dem Schnabeltier einen Lebensraum.
An manchen Stellen sind Felsmalereien der Aborigines erhalten geblieben.